# Dušan
Dušan je moško osebno ime.

## Različice imena
- moške oblike imena: Duško, Dušomir
- ženske oblike imena: Dušana, Dušanka, Duška, Duša (ime)

## Izvor imena
Ime Dušan je slovanskega izvora. Razlagajo ga kot izpeljanko iz besede duša s prvotnim pomenom »dihanje, življenjska sila«. Najpšogostejši je pri Srbih, pa tudi pri Slovencih in Slovakih.

## Pogostost imena
Po podatkih Statističnega urada Republike Slovenije je bilo na dan 31. decembra 2007 v Sloveniji število moških oseb z imenom Dušan: 8.547. Med vsemi moškimi imeni pa je ime Dušan po pogostosti uporabe uvrščeno na 27. mesto.

## Osebni praznik
Osebe z imenom Dušan praznujejo god 14. decembra skupaj s sv. Spiridonom (škofom z otoka Cipra, ki je umrl v 4. stoletju).

## Znane osebe
- Dušan Silni, srbski car
- Dušan Accetto, amaterski igralec in lutkar, bakrorezec
- Dušan Agrež, slovenski elektrotehnik
- Dušan Alimpić, srbski politik
- Dušan Andoljšek, slovenski zdravnik hematolog
- Dušan Arzenšek, fotograf ...
- Dušan Avsec, slovenski elektrotehnik, strokovnjak za hidromehaniko in preiskavo materialov, profesor
- Dušan Bavdek, slovenski skladatelj
- Dušan Bavdek (starejši), zdravnik in politik
- Dušan Bobek, slovenski ekonomist
- Dušan Bogdanović (*1955), srbsko-ameriški klasični kitarist in skladatelj
- Dušan Brajnik, fizik
- Dušan Bratko, slovenski kemik, profesor
- Dušan Bravničar, partizanski prvoborec
- Dušan Breznik (1910–2008), slovenski inženir, profesor v ZDA
- Dušan Breznik (1920–2002), slovenski demografski statistik
- Dušan Brkić, hrvaški Srb, komunistični politik, politični zapornik in slikar
- Dušan Bučar, slovenski kipar in večmedijski umetnik
- Dušan Čalić, hrvaški partizan, revolucionar, profesor ekonomije, diplomat
- Dušan Čater, slovenski pisatelj, urednik, prevajalec, scenarist
- Dušan Čkrebić, srbski politik
- Dušan Čop, jezikoslovec, imenoslovec, pedagog
- Dušan Devetak, biolog
- Dušan Dim, pisatelj
- Dušan Dolinar, novinar, publicist, strokovnjak za mednarodne ekonomske odnose
- Dušan Dragosavac, hrvaški komunistični politik srbskega rodu
- Dušan Dušek, slovaški pisatelj in scenarist
- Dušan Džamonja, hrvaški modernistični kipar
- Dušan Fefer, slovenski elektrotehnik
- Dušan Ferluga, slovenski medicinski patolog, akademik
- Dušan Gradišnik, celjski lekarnar in planinec
- Dušan Grobovšek, oblikovalec
- Dušan Grk, bosansko-srbski narodni heroj in politik
- Dušan Hadži, slovenski kemik in akademik
- Dušan Hauptman, slovenski košarkar
- Dušan Hedl, glasbenik, kulturni menedžer
- Dušanka Janežič, slovenska matematičarka in fizikalna kemičarka
- Dušan Jelinčič, slovenski zamejski alpinist in pisatelj
- Dušan Jovanović, slovenski gladališki režiser in dramatik
- Dušan Jovanovič /Klemelä/, slovensko-finski grafični oblikovalec
- Dušan Jurc, biolog, gozdni fitopatolog
- Dušan Karba, slovenski farmacevt in profesor
- Dušan Keber, slovenski zdravnik kardiolog in politik
- Dušan Kermavner, slovenski politični delavec, zgodovinar in publicist
- Dušan Kodek, slovenski računalničar, profesor
- Dušan Kos, slovenski zgodovinar
- Dušan Kobal, slovenski glasbenik, tenorist solopevec
- Dušan Kosič, slovenski nogometaš
- Dušan Kovačević, srbski filmski scenarist, dramatik...
- Dušanka Kovačević, bosenska političarka
- Dušan Kozić, bosenski politik
- Dušan Kraigher - Jug, pravnik, narodni heroj
- Dušan Kuret (1918–2014), športni novinar in publicist
- Dušan Kveder-Tomaž, slovenski partizanski general
- Dušan S. Lajovic, podjetnik, izseljenec
- Dušan Lasič, slovenski elektro(teh)nik, profesor
- Dušan Lipovec, slovenski slikar, fotograf, publicist
- Dušanka Majkić, bosenska političarka
- Dušan Makavejev, srbski filmski režiser
- Dušan Mandić, slovenski slikar, član skupine IRWIN
- Dušan Matić, srbeki pesnik, nadrealist
- Dušan Mauser (1921-2021), slovenski radijski in gledališki režiser
- Dušan Mikuš, poslovnež, ekonomist, slovenski veteran in častnik.
- Dušan Mlakar, slovenski režiser, profesor
- Dušan Mlinšek, slovenski gozdar in krajinski ekolog, profesor
- Dušan Moravec, literarni zgodovinar, dramaturg, teatrolog, akademik
- Dušan Moravec, pank glasbenik, filmski režiser dokumentarist
- Dušan Mravljak - Mrož, slovenski partizan in narodni heroj
- Dušan Mugoša, črnogorsko-kosovski general in politik
- Dušan Nećak, slovenski zgodovinar, profesor
- Dušan Ogrin, slovenski krajinski arhitekt, profesor
- Dušan Olaj, podjetnik (DUOL)
- Dušan Parazajda, slovenski defektolog
- Dušan Pašek, slovaški hokejist
- Dušan Petković, srbski nogometaš
- Dušan Petrović - Šane, srbski partizan,heroj in politik
- Dušan Pirjevec, partizanski komisar, literarni zgodovinar in teoretik, profesor
- Dušan Plut, slovenski geograf, ekolog in politik, profesor
- Dušan Porenta, glasbenik, skladatelj
- Dušan Premrl, slikar, grafik
- Dušan Reja, zdravnik, zdravstveni vzgojitelj
- Dušan Repovš (zdravnik), zdravnik, zdravstveni vzgojitelj, raziskovalec, urednik, publicist
- Dušan Repovš (matematik), matematik
- Dušan Ristić, srbski košarkar
- Dušan Rutar, psiholog, psihoanalitik, filozof, publicist, predavatelj, cinefil
- Dušan Sancin, violinist
- Dušan (Dule) Savić (*1955), srbski nogometaš
- Dušan Senčar, slovenski športni (smučarski) organizator (Zlata lisica)
- Dušan Sernec, slovenski elektrotehnik in politik
- Dušan Sikošek, metalurg
- Dušan Sila, gospodarstvenik
- Dušan Simović, srbski (jugoslovanski) general in politik
- Dušan Skedl, glasbenik (CZD) in menedžer
- Dušan Sket, slovenski medicinski patofiziolog, profesor
- Dušan Skok, slovenski novinar, amaterski igralec, publicist
- Dušan Slaček, glasbenik kitarist
- Dušan Slanič, slovenski pevec
- Dušan Josip Smodej, konceptualni umetnik, fotograf, performer, cineast in literat
- Dušan Snoj, slovenski ekonomist, novinar in diplomat
- Dušan Sodja, slovenski klarinetist
- Dušan Spindler, zgodovinar, ...
- Dušan Srečnik - Zobač, alpinist, himalajec
- Dušan Stefančič, gospodarstvenik
- Dušan Stepančič, slovenski agronom, pedolog
- Dušan Sterle, oblikovalec, slikar, grafi, ilustrator
- Dušan Strgar, slovenski etnolog in konservator
- Dušan Strnad, župan, državni svetnik
- Dušan Stucin, slovenski kemik
- Dušan Šabić - Vansha, slikar, pesnik in pisec kratkih zgodb
- Dušana Šantel Kanoni, slovenska arhitektka
- Dušan Šarotar, slovenski literarni kritik, publicist, pesnik, pisatelj, prevajalec, scenarist, fotograf
- Dušan Šešok, slovenski gospodarstvenik in politik
- Dušan Šinigoj, slovenski ekonomist in politik
- Dušan Šircelj, zdravnik pediater
- Dušan Škedl, igralec in gledališki publicist
- Dušan Škerlep, slovenski fotograf
- Dušan Škodič - Sulc, slovenski partizan prvoborec
- (Vincenc) Dušan Šparovec - Malološki, slikar samouk in "graščak"
- Dušan Štajer, slovenski zdravnik internist
- Dušan Štular, slovensko-srbski skladatelj, pianist in dirigent
- Dušan Šuput, slovenski medicinec pato(fizio)log, profesor
- Dušan Šušteršič, likovni oblikovalec
- Dušan Švara - Dule, partizanski poveljnik, general JLA
- Dušan Tancik, slikar
- Dušan Terčelj, slovenski agronom, enolog
- Dušan Teropšič, slovenski plesalec, performer, koreograf in pedagog
- Dušan Tomažič, slovenski epidemiolog
- Dušan Tomažič, novinar, urednik TVS/Mb
- Dušan Tomše, teatrolog, gledališki/kult.delavec, publicist, prevajalec
- Dušan Tomšič, slovenski gospodartvenik, kemik
- Dušan Toš, polkovnik SV
- Dušan Trbojević, srbski pianist in skladatelj, rojen v Mariboru
- Dušan Tršar, slovenski kipar, profesor
- Dušan Tuma, slovenski kanuist
- Dušan Turk, slovenski kemik in strukturni biolog, profesor
- Dušan Udovič, slovenski zamejski časnikar/novinar in manjšinski delavec
- Duško Uršič, slovenski ekonomist in profesor
- Dušan Valenčič, slovenski farmacevt, farmakognost in specialist za gojenje zdravilnih rastlin
- Dušan Vasiljević, srbski nogometaš
- Dušan Veble, slovenski jazz-glasbenik
- Dušan Velkaverh, slovenski besedilopisec (za popevke)
- Dušan Verbič, upravni uradnik in politik
- Dušan Vodeb, slovenski farmacevt in alpinist
- Dušan Vodišek, slovenski violinski pedagog
- Dušan Voglar, literarni zgodovinar, urednik, leksikograf, prevajalec, publicist, dramaturg, pesnik
- Dušan Vran - Cika, slovenski bobnar
- Dušan Vrščaj, slovenski mikolog, zdravnik internist
- Dušan Vukotić, črnogorsko-hrvaški filmski animator
- Dušanka Zabukovec, slovenska prevajalka
- Dušan Zavodnik, slovensko-hrvaški morski biolog
- Dušan Zbašnik, slovenski ekonomist
- Dušan Zidar, slovenski kipar
- Dušan Zorko, pivovarski menedžer/gospodarstvenik //šahist?
- Dušan Zupančič, gradbenik ?
- Dušan Žagar, psihiater, nevrolog, psihoterapevt, skupinski analitik
- Dušan Željeznov, novinar, publicist, prevajalec
- Dušan Žigon, slovenski alpinist